# Лопатинка (Україна)
Лопа́тинка — село в Україні, в Оратівській селищній громаді Вінницького району Вінницької області. Розташоване на обох берегах річки Безіменна (притока Гнилої) за 10 км на захід від смт Оратів та за 4 км від станції Оратів. Через село проходить автошлях Р17. Населення становить 437 осіб (станом на 1 січня 2018 р.).

## Історія
12 червня 2020 року, відповідно розпорядження Кабінету Міністрів України № 707-р «Про визначення адміністративних центрів та затвердження територій територіальних громад Вінницької області», село увійшло до складу Оратівської селищної громади.
19 липня 2020 року, в результаті адміністративно-територіальної реформи та ліквідації Оратівського району, село увійшло до складу Вінницького району.

## Населення

### Мова
Розподіл населення за рідною мовою за даними перепису 2001 року:
| Мова       | Кількість | Відсоток |
| ---------- | --------- | -------- |
| українська | 477       | 99.58%   |
| російська  | 1         | 0.21%    |
| румунська  | 1         | 0.21%    |
| Усього     | 479       | 100%     |

## Відомі люди
- Бойко Петро Тодосьович (* 1930) — диктор Українського радіо з 1953 року, священик з 1990 року, заслужений артист України.

## Галерея

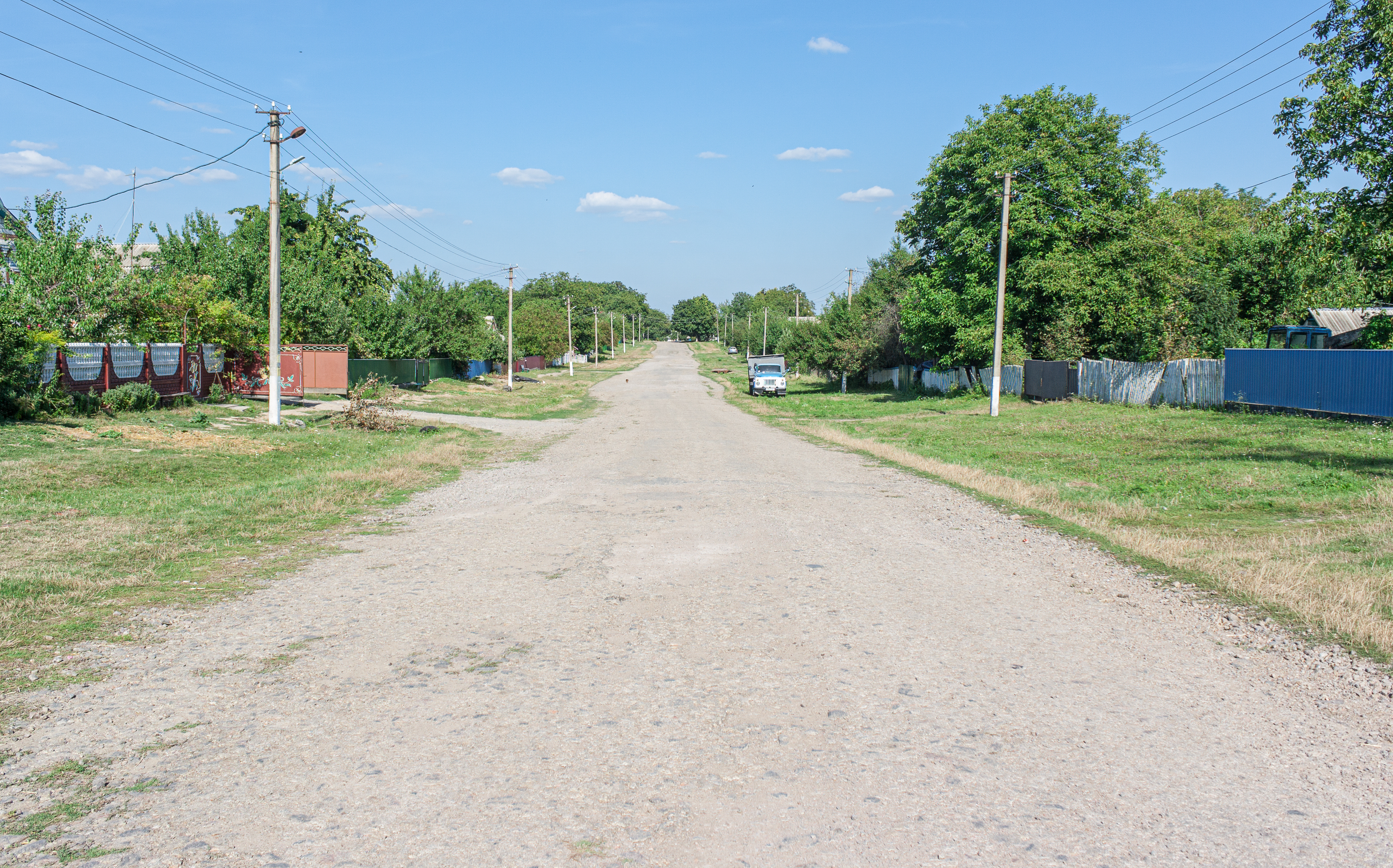
Вулиця Жовтнева
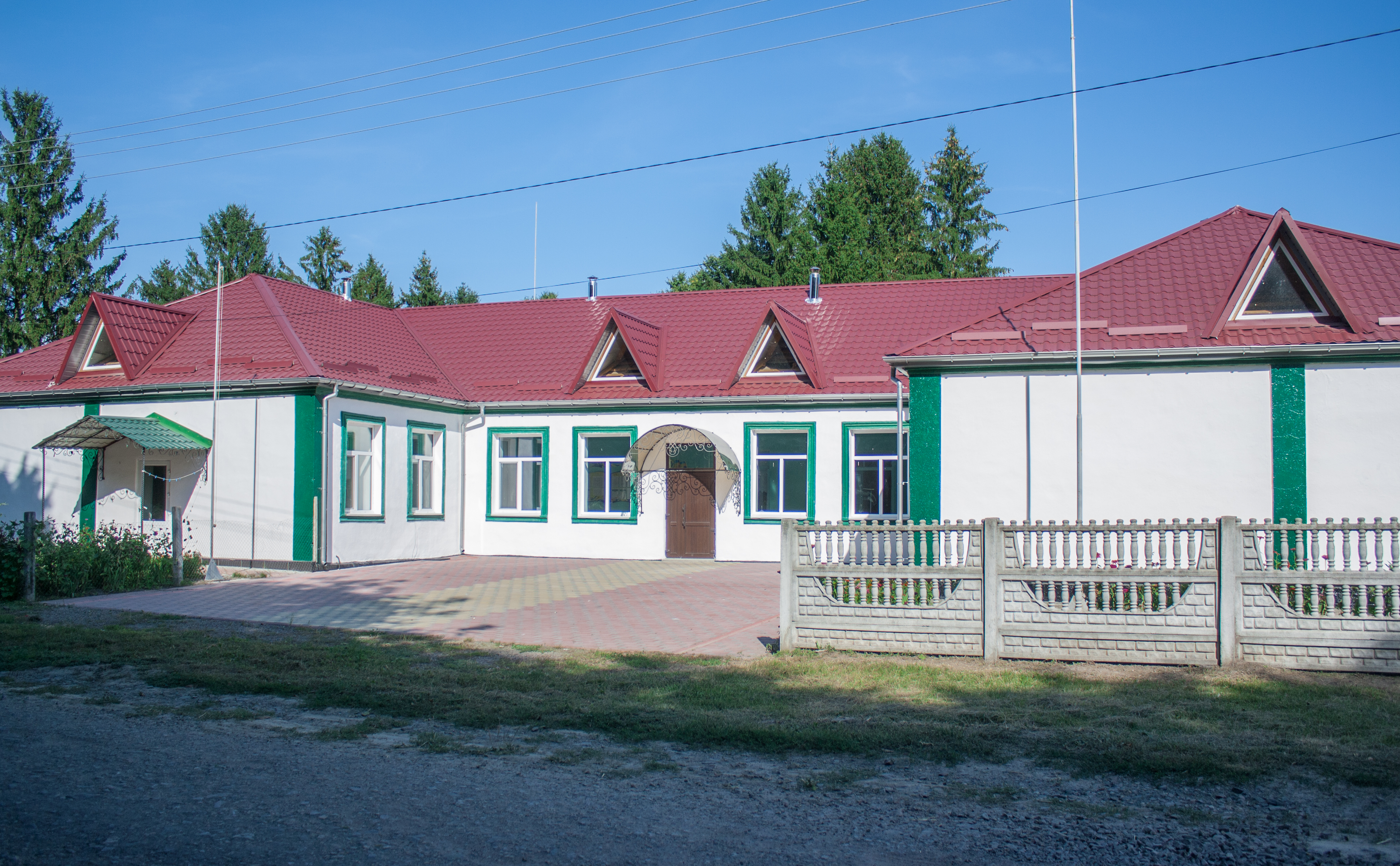
Школа
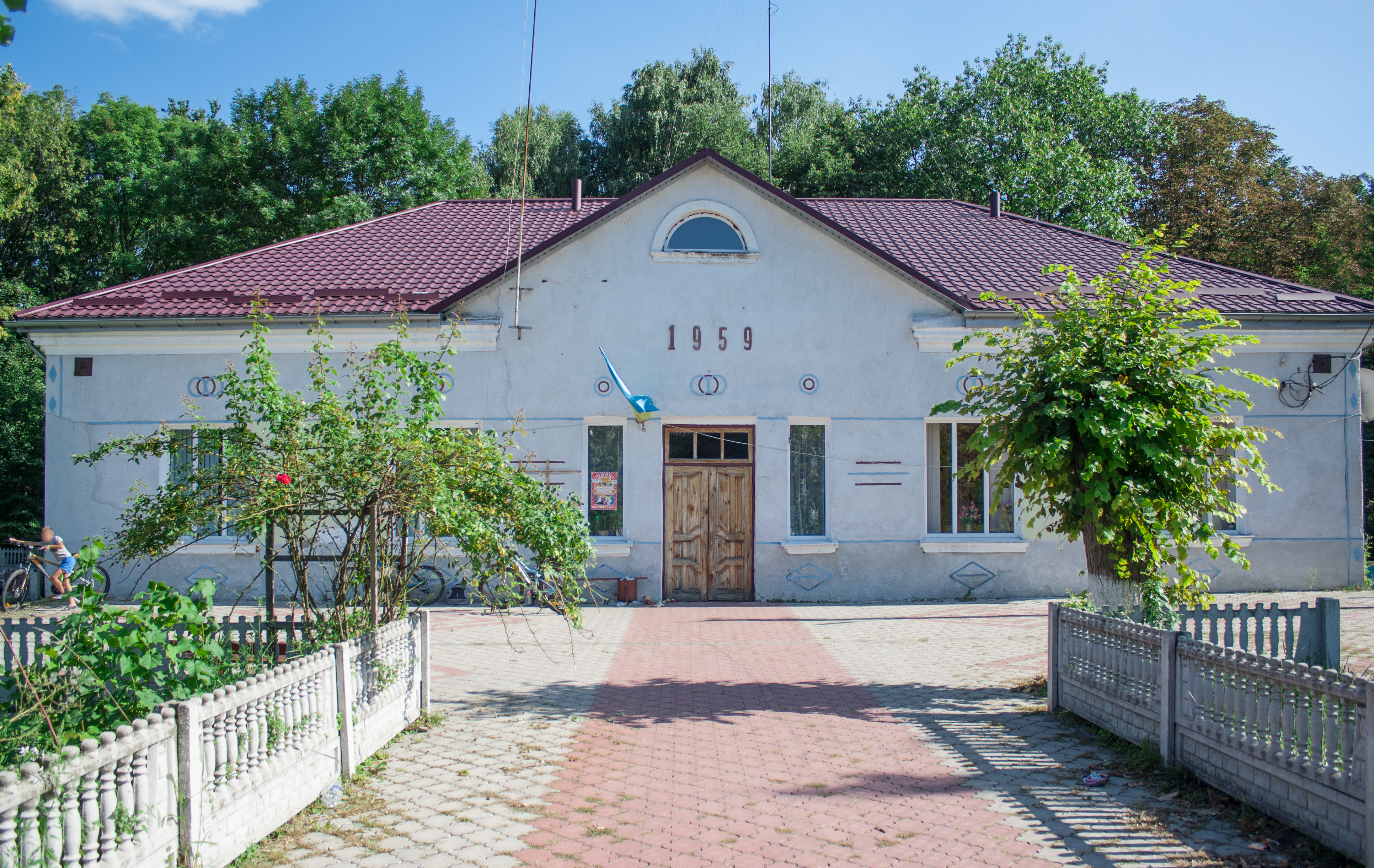
Будинок культури
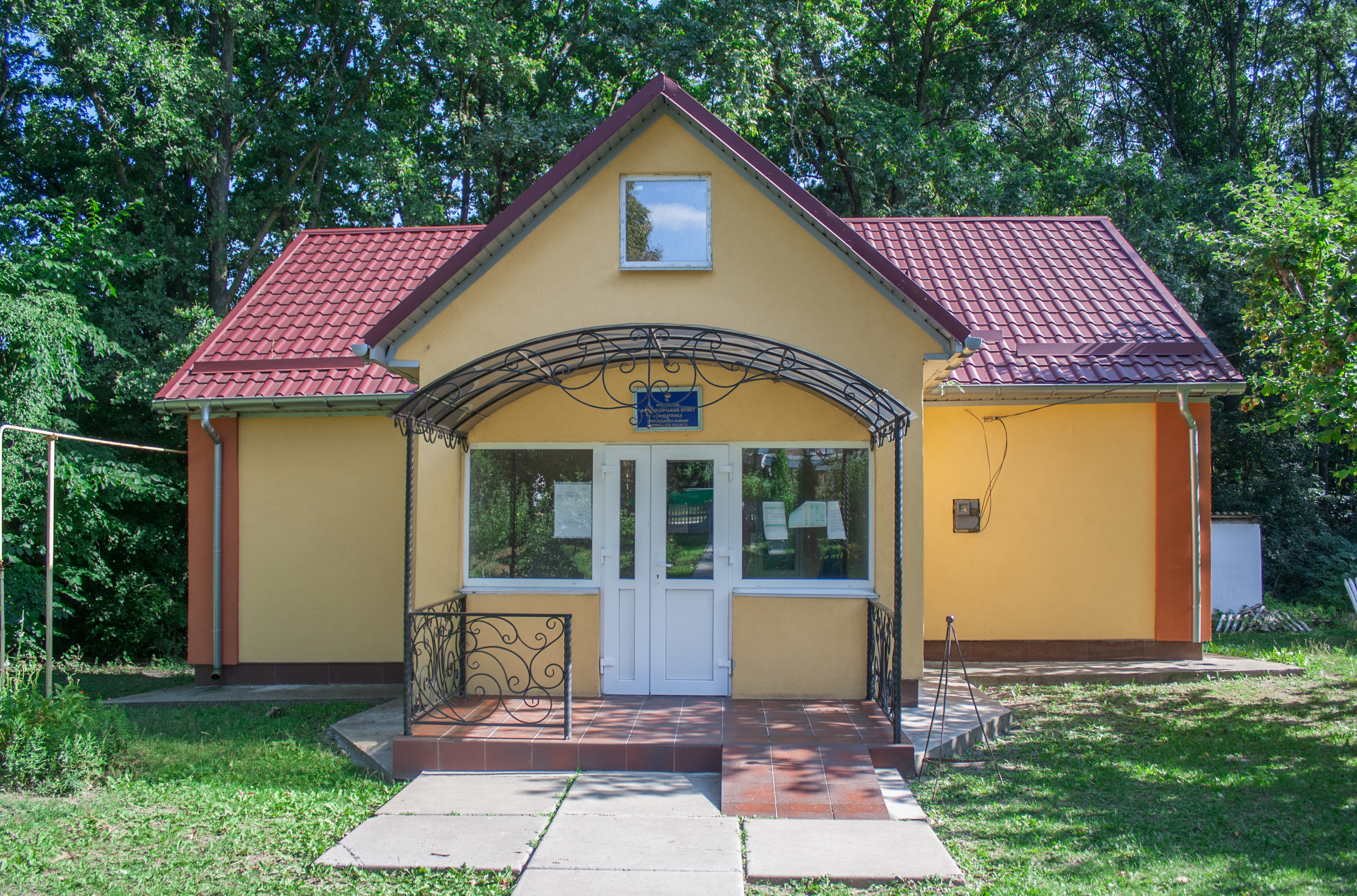
Фельдшерський пункт
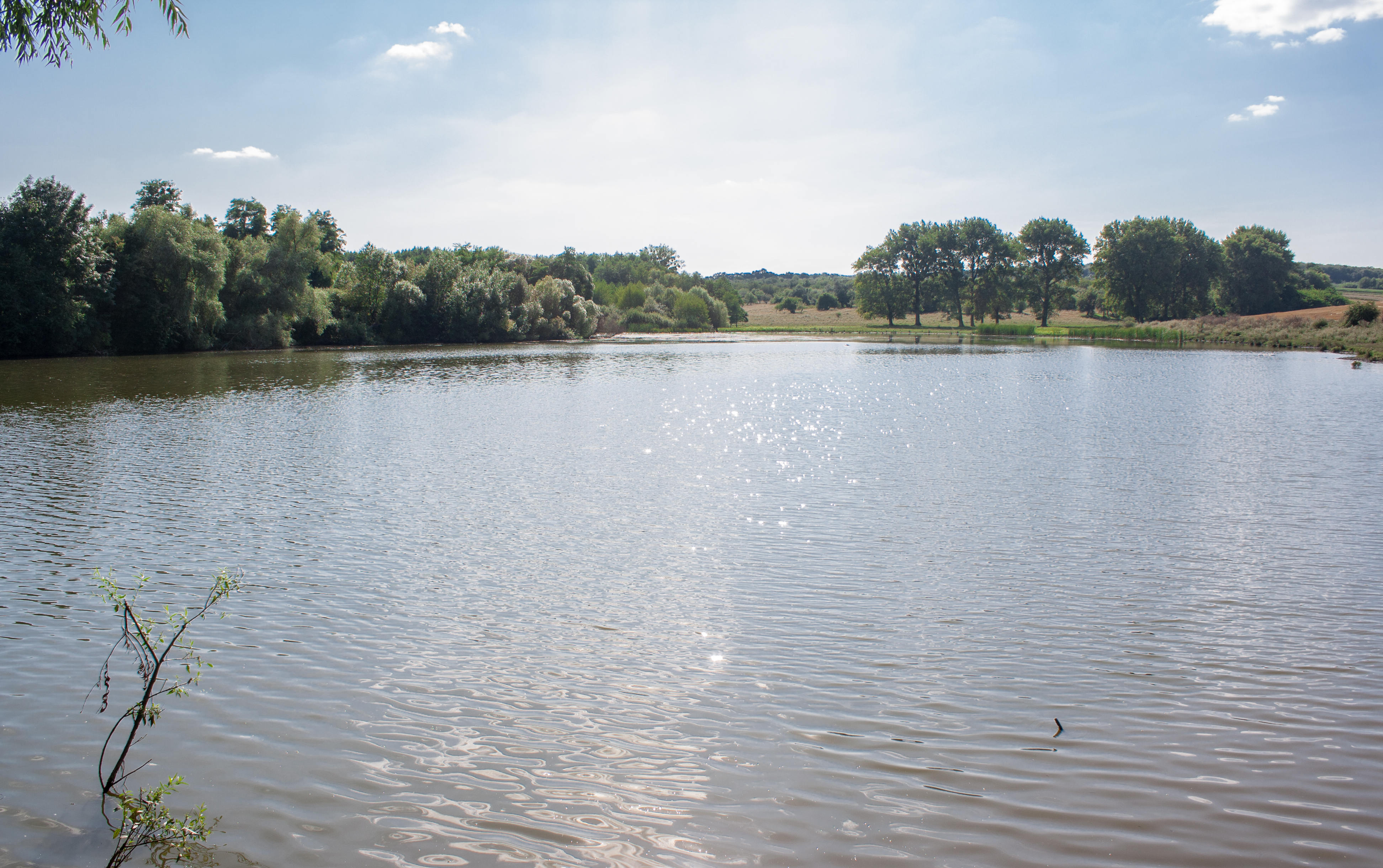
Ставок
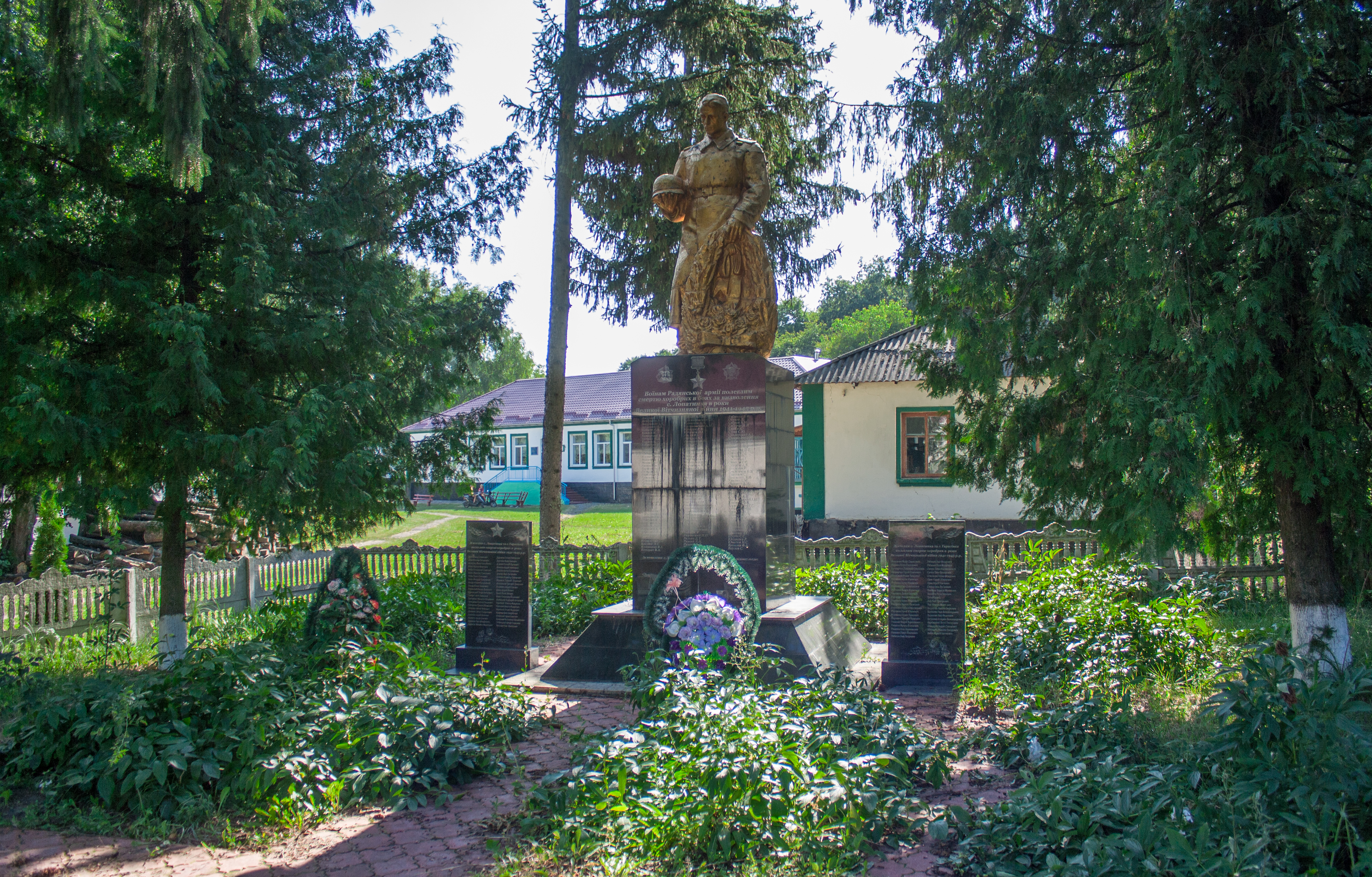
Пам'ятник воїнам-односельчанам та братська могила